# Supercopa da UEFA de 2009
A Supercopa da UEFA de 2009 foi a 34ª edição do torneio disputado no Stade Louis II,Mónaco em 28 de Agosto de 2009. O Barcelona venceu a edição derrotando o Shakhtar Donetsk por 1 a 0.

## Detalhes
| 28 de agosto | Barcelona  | 1 – 0 (pro) | Shakhtar Donetsk | Stade Louis II, Mónaco                          |
| 19:45 UTC+0  | Pedro 115' | Relatório   |                  | Público: 17 738 Árbitro: BEL Frank De Bleeckere |

| Barcelona | Shakhtar |

|               |    |                    |       |      |
|               |    |                    |       |      |
| GK            | 1  | Víctor Valdés      |       |      |
| RB            | 2  | Daniel Alves       |       |      |
| CB            | 5  | Carles Puyol (c)   |       |      |
| CB            | 3  | Gerard Piqué       |       |      |
| LB            | 22 | Éric Abidal        |       |      |
| DM            | 24 | Yaya Touré         |       | 100' |
| CM            | 6  | Xavi               |       |      |
| CM            | 15 | Keita              |       |      |
| RW            | 10 | Messi              | 90+3' |      |
| LW            | 14 | Thierry Henry      |       | 96'  |
| CF            | 9  | Zlatan Ibrahimović |       | 81'  |
| Substitutos:  |    |                    |       |      |
| GK            | 13 | José Manuel Pinto  |       |      |
| DF            | 19 | Maxwell            |       |      |
| DF            | 33 | Marc Muniesa       |       |      |
| MF            | 16 | Sergio Busquets    |       | 100' |
| FW            | 7  | Eiður Guðjohnsen   |       |      |
| FW            | 11 | Bojan Krkić        |       | 96'  |
| FW            | 17 | Pedro              | 107'  | 81'  |
| Treinador:    |    |                    |       |      |
| Pep Guardiola |    |                    |       |      |

|                |    |                    |       |     |
|                |    |                    |       |     |
| GK             | 30 | Andriy Pyatov      |       |     |
| RB             | 33 | Darijo Srna (c)    | 65'   |     |
| CB             | 5  | Oleksandr Kucher   | 90+3' |     |
| CB             | 27 | Dmytro Chyhrynskiy |       |     |
| LB             | 26 | Răzvan Raţ         |       |     |
| CM             | 19 | Oleksiy Gai        |       | 80' |
| CM             | 3  | Tomáš Hübschman    |       |     |
| RW             | 11 | Ilsinho            | 55'   |     |
| LW             | 22 | Willian            |       | 91' |
| AM             | 7  | Fernandinho        |       | 80' |
| CF             | 17 | Luiz Adriano       |       |     |
| Substitutos:   |    |                    |       |     |
| GK             | 12 | Rustam Khudzhamov  |       |     |
| DF             | 36 | Oleksandr Chyzhov  |       |     |
| MF             | 8  | Jádson             |       | 80' |
| MF             | 14 | Vasyl Kobin        | 119'  | 80' |
| MF             | 28 | Oleksiy Polyanskyi |       |     |
| FW             | 21 | Oleksandr Hladkyi  |       |     |
| FW             | 77 | Julius Aghahowa    |       | 91' |
| Treinador:     |    |                    |       |     |
| Mircea Lucescu |    |                    |       |     |

## Campeão
| Supercopa Europeia de 2009    |
| Espanha                       |
| ----------------------------- |
| Barcelona Campeão (3º título) |